# Stäbelow
Stäbelow es un municipio situado en el distrito de Rostock, en el estado federado de Mecklemburgo-Pomerania Occidental (Alemania), a una altura de 30 metros. Su población a finales de 2016 era de 1400 habs. y su densidad poblacional, 91 hab/km².
Se encuentra a poca distancia al sur de la costa del mar Báltico.